# Ludwig Leichtle
Ludwig Leichtle (* 22. Februar 1908 in Memmingen; † 9. August 1986 ebenda) war ein deutscher Politiker der CSU.

## Leben
Leichtle besuchte die Volks- und die Realschule, welche er mit der mittleren Reife verließ. Nach einer Tätigkeit als Praktikant studierte er am Nürnberger Ohm-Polytechnikum, das Studium schloss er 1931 mit dem Abschlussexamen als Elektroingenieur erfolgreich ab. Zum 1. Mai 1933 trat er der NSDAP bei (Mitgliedsnummer 2.249.521). Während des Zweiten Weltkriegs wurde er in Russland, Nord-Norwegen und an der Invasionsfront eingesetzt, zuletzt fungierte er als Leiter eines Stabs einer RAD-Flak-Gruppe. Nach dem Krieg geriet Leichtle in amerikanische Gefangenschaft, nach seiner Entlassung stieg er in das Malergeschäft seines Schwiegervaters ein. 1950 legte er die Meisterprüfung ab und übernahm dadurch das Geschäft. Von 1952 bis 1977 amtierte er als Kreishandwerksmeister, darüber hinaus hatte er weitere wichtige Posten inne, etwa als Vorsitzender im Aufsichtsrat der örtlichen Volksbank, im Vorstand der AOK Memmingen, im Verwaltungsausschusses des Arbeitsamtes und des Grund- und Hausbesitzervereins. Er war Gründungsmitglied der Memminger Wohnungsbau, Richter am Bayerischen Landessozialgericht und Mitglied der Vollversammlung der Handwerkskammer Schwaben.

## Politik
Leichtle war Kreisvorsitzender der CSU und stellvertretender Bezirksvorsitzender in Schwaben. Von 1952 bis 1978 war er Mitglied des Memminger Stadtrats und dort eine Zeit lang Fraktionsvorsitzender der CSU. 1957 rückte er für den ausgeschiedenen Otto Weinkamm in den Bayerischen Landtag nach, dem er bis 1966 angehörte. 1966 wurde er zum zweiten Bürgermeister der Stadt Memmingen ernannt, dieses Amt hatte er bis 1978 inne.

## Ehrungen
- 1978: Ehrenbürger der Stadt Memmingen
- 1973: Verdienstkreuz 1. Klasse der Bundesrepublik Deutschland[3]
- Bayerischer Verdienstorden
- Silberne Staatsmedaille des Bayerischen Innenministeriums
- Ehrenmeister des schwäbischen Handwerks
- Ehrenkreishandwerkermeister